# Сервантес (Іспанія)
Серва́нтес (ісп. Cervantes, МФА: [sɛɾ.ˈβãn̪.tes]) — муніципалітет і містечко в Іспанії, в автономній спільноті Галісія, провінція Луго, комарка Анкарес. Розташоване у північно-західній частині країни. Входить до складу Лугоської діоцезії Католицької церкви. Площа муніципалітету — 276,4 км², населення муніципалітету — 1731 ос. (2009); густота населення — 
. Висота над рівнем моря — 624 м.

## Назва
- Серва́нтес (гал. і ісп. Cervantes, МФА: [sɛɾ.ˈβãn̪.tes]) — сучасна іспанська і галісійська назва.

## Географія
Муніципалітет розташований на відстані близько 390 км на північний захід від Мадрида, 42 км на південний схід від Луго.

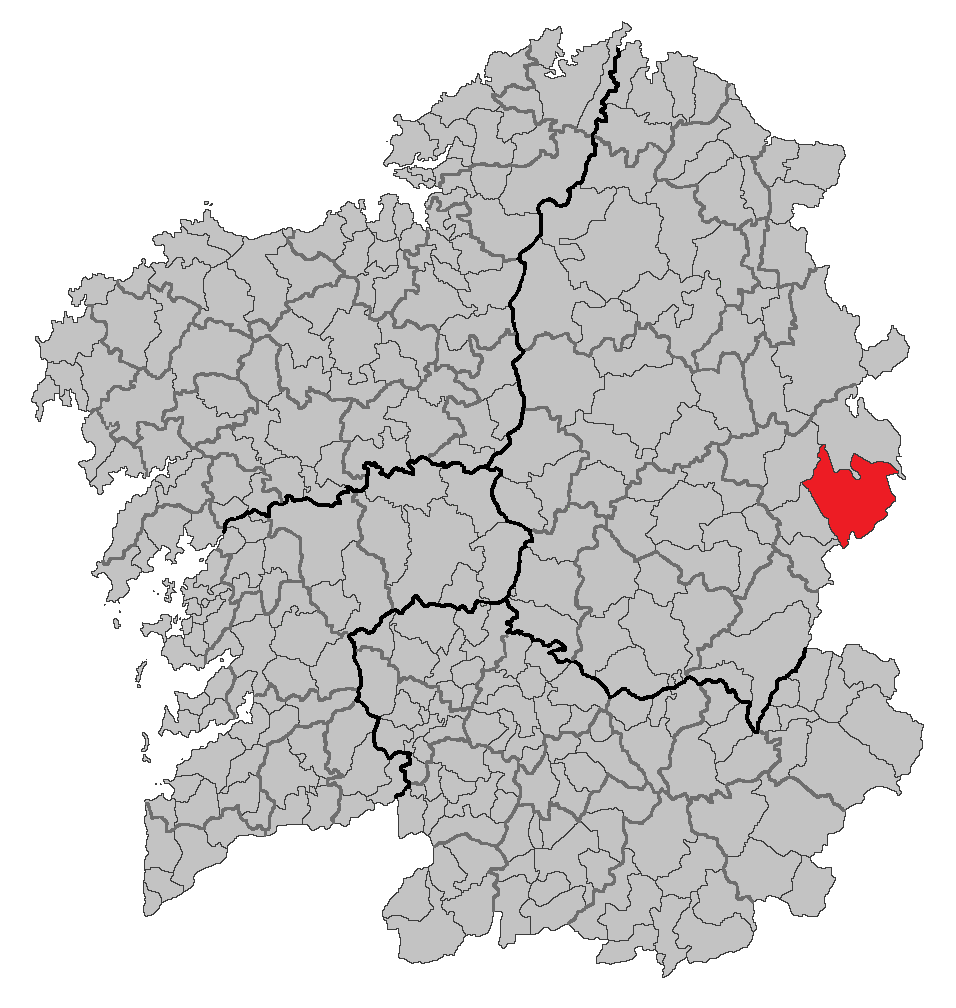
Муніципалітет у Галісії
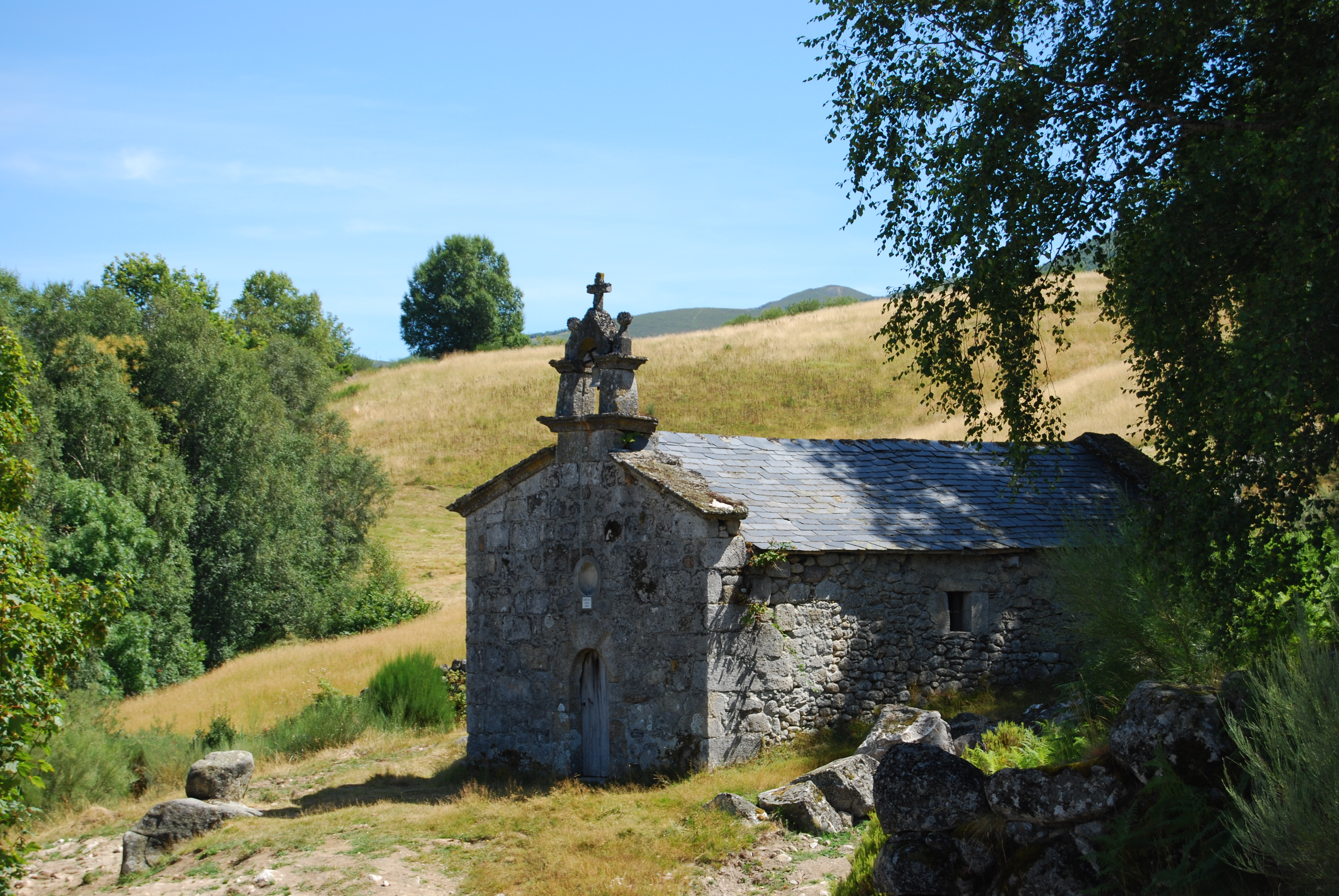
Каплиця
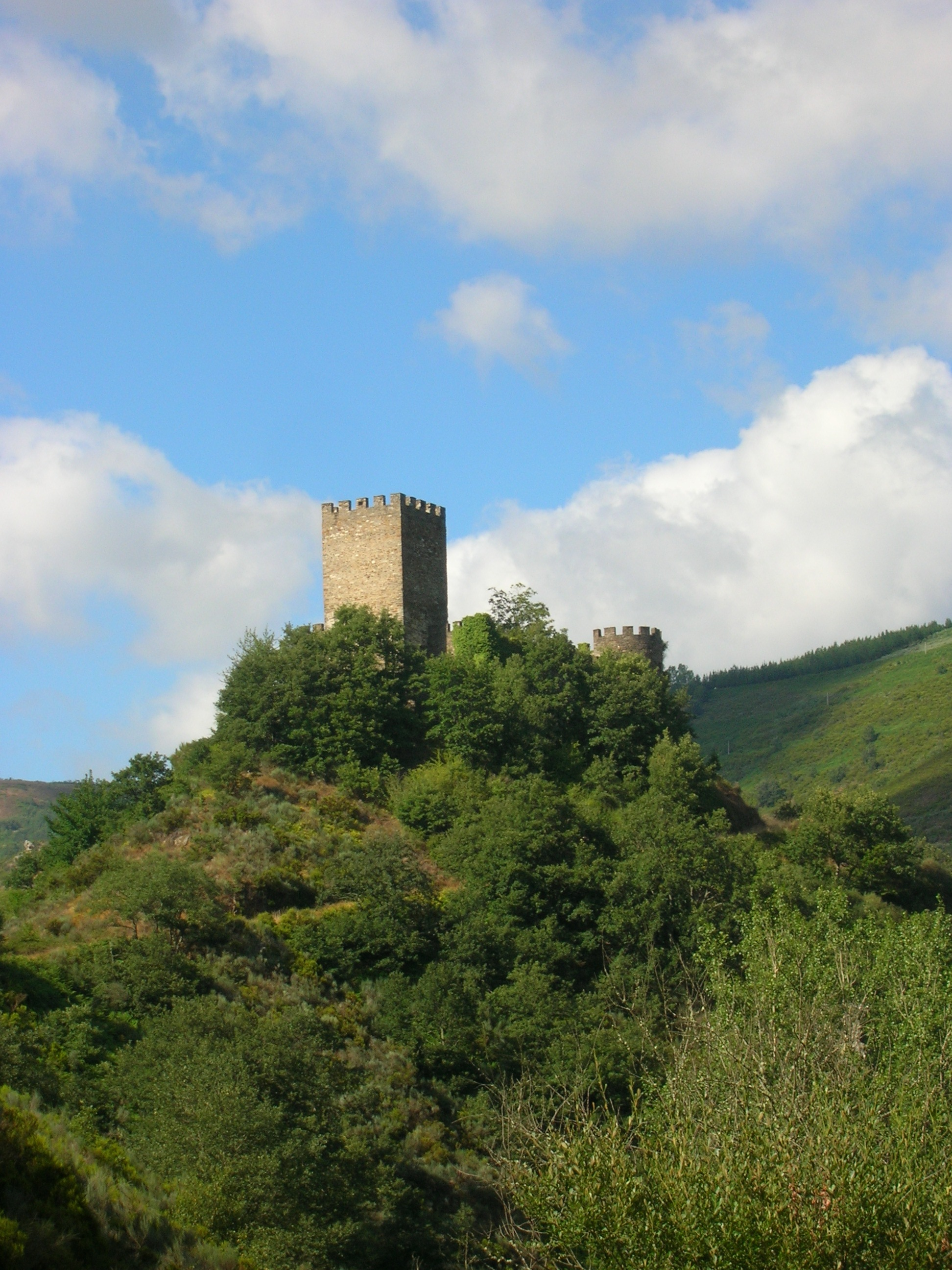
Дойрівський замок
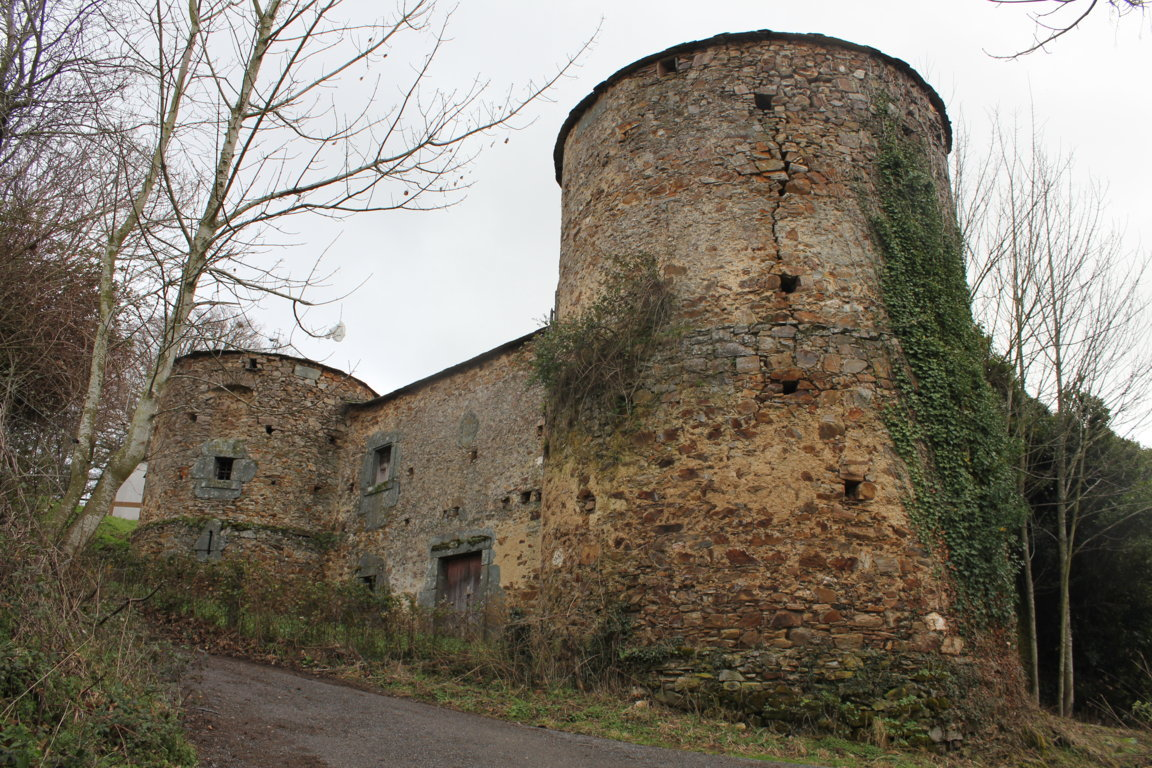
Кіндоський замок

## Демографія
Динаміка населення (INE ):

## Парафії
Муніципалітет складається з таких парафій:
1. Амбасвіас
2. Вілапун
3. Вілакінте
4. Віларельйо
5. Віласанте
6. Віласпасантес
7. Вілавер
8. Доніс
9. Дорна
10. Кастело
11. Кіндоус
12. Ламас
13. Носеда
14. О-Кастро
15. О-Мостейро
16. О-Пандо
17. Рібейра
18. Сан-Педро-де-Сервантес
19. Сан-Роман-де-Сервантес
20. Сан-Томе-де-Канселада
21. Серейшедо

## Релігія
Сервантес входить до складу Лугоської діоцезії Католицької церкви.